# Temporada da AFL de 1961
A Temporada de 1961 da AFL foi a segunda temporada regular da American Football League. Neste ano, o Los Angeles Chargers se mudou para San Diego mas manteve o nome Chargers.
A temporada se encerrou quando o Houston Oilers derrotou o San Diego Chargers no AFL Championship Game.

## Corrida pela divisão
A AFL tinha 8 times, agrupados em duas divisões. Cada time jogava uma partida como mandante e outra como visitante contra os outros 7 times da liga, totalizando assim 14 jogos na temporada e o melhor time de cada divisão se enfrentaria na final. Se houvesse um empate, aconteceria um pequeno playoff para ver quem levaria a divisão.
| Semana | EASTERN           |        | WESTERN       |        |
| ------ | ----------------- | ------ | ------------- | ------ |
| 1      | Empate (Hou, NYT) | 1-0-0  | Tie (Den, SD) | 1-0-0  |
| 2      | HOUSTON           | 1-0-0  | SAN DIEGO     | 2-0-0  |
| 3      | Empate (Bos, NYT) | 2-1-0  | SAN DIEGO     | 3-0-0  |
| 4      | N.Y. TITANS       | 3-1-0  | SAN DIEGO     | 4-0-0  |
| 5      | N.Y. TITANS       | 3-1-0  | SAN DIEGO     | 5-0-0  |
| 6      | N.Y. TITANS       | 3-2-0  | SAN DIEGO     | 6-0-0  |
| 7      | Empate (Bos, NYT) | 3-3-1  | SAN DIEGO     | 7-0-0  |
| 8      | Empate (Bos, NYT) | 4-3-1  | SAN DIEGO     | 8-0-0  |
| 9      | BOSTON            | 5-3-1  | SAN DIEGO     | 9-0-0  |
| 10     | HOUSTON           | 5-3-1  | SAN DIEGO     | 10-0-0 |
| 11     | HOUSTON           | 6-3-1  | SAN DIEGO     | 11-0-0 |
| 12     | HOUSTON           | 7-3-1  | SAN DIEGO     | 11-0-0 |
| 13     | HOUSTON           | 8-3-1  | SAN DIEGO     | 11-1-0 |
| 14     | HOUSTON           | 9-3-1  | SAN DIEGO     | 12-1-0 |
| 15     | HOUSTON           | 10-3-1 | SAN DIEGO     | 12-2-0 |

## Classificação
| Eastern Division |    |   |   |      |     |     |
| Time             | V  | D | E | PCT  | PF  | PS  |
| *Houston Oilers  | 10 | 3 | 1 | .769 | 513 | 242 |
| Boston Patriots  | 9  | 4 | 1 | .692 | 413 | 313 |
| New York Titans  | 7  | 7 | 0 | .500 | 301 | 390 |
| Buffalo Bills    | 6  | 8 | 0 | .429 | 294 | 342 |

| Western Division    |    |    |   |      |     |     |
| Time                | V  | D  | E | PCT  | PF  | PS  |
| *San Diego Chargers | 12 | 2  | 0 | .857 | 396 | 219 |
| Dallas Texans       | 6  | 8  | 0 | .429 | 334 | 343 |
| Denver Broncos      | 3  | 11 | 0 | .214 | 251 | 432 |
| Oakland Raiders     | 2  | 12 | 0 | .143 | 237 | 458 |

* — Qualificado para o Championship Game.

## AFL Championship Game
- Houston Oilers 10, San Diego Chargers 3, 24 de dezembro de 1961, Balboa Stadium, San Diego, Califórnia